# IRacing
iRacing (précédemment iRacing.com) est un jeu vidéo de course développé et édité par iRacing.com Motorsport Simulations. Créé en 2004, le jeu est disponible au public en 2008 sur Windows. Le jeu est payant, fondé sur un système d'abonnement, allant de 8,29 $/mois (7,83 €) à 13 $/mois (12,28 €) selon la durée de l'abonnement.

## Système de jeu
iRacing est un jeu de course entièrement Multijoueur. 
Les courses sont divisées en 5 catégories : les courses en voiture de sport, en formule (monoplaces), en ovale, sur terre et enfin sur terre en ovale. Certaines courses peuvent êtres organisées sur un format d'endurance, avec dans ce cas là la possibilité pour les pilotes d'effectuer des relais.
Chaque joueur est défini par un niveau de son pilotage, appelé iRating, lui permettant de piloter face à des joueurs du même niveau. l'iRating est propre à chacune des catégories.
En plus de l’iRating, un système de licences est mis en place, classant les joueurs selon leur propreté de conduite. Un pilote ne commettant que peu d'erreurs pourra atteindre des licences supérieures, lui offrant un plus large choix d'épreuves. Les licences sont les suivantes, par ordre croissant : Rookie, D, C, B, A et Pro

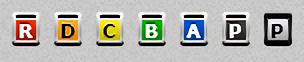
Logos des différentes licences

Un indicateur du niveau de propreté de pilotage durant une course est le compteur inc (pour incidents),  noté x. Ce compteur augmente en fonction des erreurs commises durant la course : 1x est donné pour une sortie de piste, 2x pour une perte de contrôle et 4x pour un accrochage. Une limite est mise en place pour chaque épreuve. Un pilote dépassant cette limite peut écoper dans un premier temps d'une pénalité, puis dans un second temps être disqualifié de la session. 
Le jeu possède en outre une physique de dégâts très réaliste. Le comportement de la voiture s'en trouve aussitôt altéré, de façon légère ou appuyée, suivant la gravité de l'accident. Par exemple, un choc ayant faussé la suspension avant droite obligera le joueur à maintenir le volant tourné vers la gauche, afin que la voiture reste en ligne droite. Les cinématiques des ravitaillements sont également réalistes, et diffèrent d'une catégorie à l'autre, tant pour le nombre de mécanicien que pour le système de fixation des roues ainsi que celui du ravitaillement en essence. En revanche, les dégâts ne peuvent pas être réparés au stands, ou de façon mineure (changement d'aileron avant pour les catégories monoplaces sans carénage). 
Un joueur éliminé pour disqualification ou accident se retrouve à son stand, et peu assister en spectateur à la session. Pendant l'épreuve même, un spectateur peut visionner une séquence enregistrée plus tôt, par exemple, son propre accident ou les causes de sa disqualification, et les voir sous un grand nombre d'angles. 
Pendant la course, un ingénieur de piste renseigne par radio le pilote, lui indiquant si une voiture se trouve à sa proximité ( "Car left" = Voiture à gauche). Uniquement disponible en Anglais, l'ingénieur peut également renseigner le pilote sur le temps le séparant de la voiture le précédent ou le suivant, ainsi que sur l'état général de la voiture, des pneus, et du moteur. Les informations de l'ingénieur sont sous-titrées en rouge en bas de l'écran.

## Liste des voitures par marques
Aston Martin:
2005 Aston Martin DBR9
Audi:
1989 Audi 90 IMSA GTO
2016 Audi R18 e-tron quattro
2015 Audi R8 LMS
2018 Audi RS3 LMS TCR
BMW:
2018 BMW M4 GT4
2018 BMW M8 GTE
2012 BMW Z4 GT3 (E89)
C&R:
2004 C&R Racing Silver Crown
Cadillac:
2004 Cadillac CTS-V.R 
Chevrolet
2016 Chevrolet Camaro Nascar
2005 Chevrolet Corvette C6.R
2014 Chevrolet Corvette Daytona Prototype
2010 Chevrolet Impala NASCAR
2013 Chevrolet Impala NASCAR
1987 Chevrolet Monte Carlo NASCAR
2013 Chevrolet Silverado NASCAR
2014 Chevrolet Silverado NASCAR
2014 Chevrolet SS NASCAR
Dallara:
2013 Dallara DW12
2017 Dallara F317
2017 Dallara P217
2011 Dallara IR-05
2019 Dallara IR18
2020 Dallara IR18
Dirt:
Dirt 305 Sprint Car 
Dirt 360 Sprint Car 
Dirt Limited Late Model 
Dirt Midget 
Dirt Pro Late Model 
Dirt Street Stock 
Ferrari:
2017 Ferrari 488 GT3
2016 Ferrari 488 GTE
Ford
2012 Ford Falcon
2013 Ford Falcon
2017 Ford Fiesta RS GRC
2012 Ford Fusion NASCAR
2016 Ford GT (GTE)
2006 Ford GT
2019 Ford Mustang (V8 Supercars) 
2005 Ford Mustang FR500S 
2018 Ford Mustang NASCAR
2014 Spec Racer Ford
 Holden
2013 Holden Commodore
2018 Holden Commodore
Honda:
Honda HPD ARX-01C
JR Motorsports: 
JR Motorsports Street Stock 
Kia Motors:
2015 Kia Optima
Lotus:
1967 Lotus 49
1978 Lotus 79
 Mazda:
2015 Mazda MX-5
2015 Mazda MX-5 Cup 
2016 Mazda MX-5 Cup 
McLaren:
2011 McLaren MP4-12C GT3
2015 McLaren MP4-30 Honda
Mercedes-Benz:
2016 Mercedes-AMG GT3
2021 Mercedes-AMG F1 W12 E Performance
Nissan:
1985 Nissan GTP ZX-Turbo 
Pontiac:
2009 Pontiac Solstice Club Sport 
Porsche:
2019 Porsche 718 Cayman GT4 Clubsport MR
2017 Porsche 911 GT3 Cup
2017 Porsche 911 RSR (991)
2016 Porsche 919 Hybrid
2020 Porsche 911 GT3 R
Liste non exhaustive

## Contenu
Le jeu de base comporte 15 voitures et 23 circuits, possédant pour la plupart plusieurs tracés. Pour améliorer l'expérience de jeu, des voitures et des circuits peuvent être achetés, augmentant le nombre de véhicules à 115 et de circuits à 108, dont les célèbres Circuit des 24 Heures du Mans, Spa-Francorchamps ou encore du Nürburgring.

## Accueil
- PC Gamer : 80 %[4]